# ورنر وکرت
ورنر وکرت (انگلیسی: Werner Weckert؛ زادهٔ ۲۳ اوت ۱۹۳۸) دوچرخه‌سوار اهل سوئیس است.